# Sèrras (Aude)
Sèrras (nom occità, i en francès Serres) és una vila de la regió d'Occitània, al departament de l'Aude, districte de Limós, cantó de Coisan, de menys de 60 habitants i a uns 270 metres d'altitud. Té un castell del segle xv, un pont de pedra del segle xvii i una església parroquial dedicada a Sant Pere.
Anomenada antigament Serris fou domini de l'abat i després bisbe d'Alet.